# Charlotte FC
Charlotte Football Club er en amerikansk fodboldklub fra Charlotte i North Carolina, som spiller i Major League Soccer.

## Historie
Der havde igennem mange år været interesse i at bringe et MLS hold til North Carolina, og dette håb fik nyt ild i 2018, da David Tepper købte NFL-holdet Carolina Panthers, og ved samme begivenhed gjorde det klart at han havde interesse i at bringe et MLS til byen. Et officielt bud fra Tepper blev lanceret i juli 2019. Buddet blev modtaget positivt af ligaen, især på grund af at holdet ville kunne spille på Bank of America Stadium, hvor at Panthers også spiller. I december 2019 blev det offentliggjort at Charlotte vil blive det 30. hold i MLS.
Det var oprindeligt planen at Charlotte skulle have sin debutsæson i 2021, men som resultat af coronaviruspandemien blev det besluttet at udskyde klubbens indgang i ligaen til 2022 sæsonen. Klubben spillede sin første kamp den 6. februar 2022, som dog endte med et 3-0 nederlag til D.C. United. Klubben spillede sin første hjemmebanekamp den 5. marts og tiltrak 74.479 tilskuere til kampen, hvilke er en rekord for flest tilskuere til en MLS kamp nogensinde.

## Stadion
Charlotte FC spiller sine hjemmebanekampe på Bank of America Stadium, hvilke også er hjemmebanen for Charlotte Panthers, det amerikanske fodboldhold som David Tepper også ejer. Stadionet kan holde op til 74.867 tilskuere, men til normale kampe tager klubben kun brug af den nederste halvdel af stadionet, hvilke holder 38.000 tilskuere. Ved større kampe, så som sæsonens første kamp og eventuelle slutspilskampe vil hele stadionet blive taget i brug.

## Nuværende spillertrup
Oversigten er opdateret til og med 11. maj 2022.
| Nr. | Land      | Position | Spiller                            |
| --- | --------- | -------- | ---------------------------------- |
| 1   | Kroatien  | MM       | Kristijan Kahlina                  |
| 2   | Polen     | FO       | Jan Sobociński                     |
| 3   | USA       | FO       | Adam Armour                        |
| 4   | Uruguay   | FO       | Guzmán Corujo                      |
| 5   | England   | FO       | Anton Walkes                       |
| 6   | Spanien   | MI       | Sergio Ruiz                        |
| 7   | Polen     | AN       | Kamil Jóźwiak                      |
| 8   | Ecuador   | MI       | Jordy Alcívar                      |
| 9   | Brasilien | AN       | Vinicius Mello                     |
| 10  | Argentina | AN       | Christian Ortíz (Lånt fra Tijuana) |
| 11  | Polen     | AN       | Karol Świderski                    |
| 12  | Mexico    | AN       | Daniel Ríos                        |
| 13  | USA       | MI       | Brandt Bronico                     |
| 14  | Venezuela | FO       | Christian Makoun                   |
| 15  | USA       | MI       | Ben Bender                         |

| Nr. | Land       | Position | Spiller                                 |
| --- | ---------- | -------- | --------------------------------------- |
| 16  | Brasilien  | AN       | Andre Shinyashiki                       |
| 17  | USA        | AN       | McKinze Gaines                          |
| 19  | USA        | MI       | Chris Hegardt                           |
| 20  | USA        | MI       | Derrick Jones                           |
| 21  | Ecuador    | MI       | Alan Franco (Lånt fra Atlético Mineiro) |
| 22  | Østrig     | FO       | Christian Fuchs                         |
| 23  | Mexico     | MM       | Pablo Sisniega                          |
| 24  | USA        | FO       | Jaylin Lindsey                          |
| 25  | Ghana      | FO       | Harrison Afful                          |
| 26  | Peru       | AN       | Yordy Reyna                             |
| 28  | Costa Rica | FO       | Joseph Mora                             |
| 30  | USA        | MM       | Adrian Zendejas                         |
| 31  | USA        | MM       | George Marks                            |
| —   | Colombia   | AN       | Kerwin Vargas                           |

### Udlejet
| Nr. | Land | Position | Spiller                                        |
| --- | ---- | -------- | ---------------------------------------------- |
| 36  | USA  | FO       | Koa Santos (Udlånt til Charlotte Independence) |

| Nr. | Land   | Position | Spiller                                           |
| --- | ------ | -------- | ------------------------------------------------- |
| —   | Irland | MI       | Quinn McNeill (Udlånt til Charlotte Independence) |